# Südstadtpark (Fürth)
Der Südstadtpark ist eine etwa 10 Hektar große Grünfläche auf dem konvertierten Gelände der ehemaligen William-O'-Darby-Kaserne im mittelfränkischen Fürth in Bayern.

## Geschichte
Nachdem der Magistrat der Stadt Fürth sich schon 1876 mit der Bitte um eine Garnison an die Regierung wandte, wurde dieser Bitte am 27. September 1890 stattgegeben und Kasernen errichtet. Nach kontinuierlicher Nutzung, unter anderem im Zweiten Weltkrieg, wurden diese Kasernen am 25. Juli 1945 von der U.S. Army übernommen und nach William O. Darby, einem im Zweiten Weltkrieg gefallenen Brigadegeneral, benannt.
Am 27. Oktober 1994 gab die U.S. Army bekannt, dass das Gelände geräumt werden sollte, was bis zum 19. Dezember 1995 geschah.
Der Stadtrat der Stadt Fürth beschloss daraufhin im Februar 1995 die Durchführung eines städtebaulichen Wettbewerbs, der im Februar 1996 ausgelobt wurde. Als Ziel wurde unter anderem die Schaffung eines Grünflächenangebots in möglichst zentraler Lage angegeben. Im Juli desselben Jahres vergab das Preisgericht den ersten Platz an Franz Pesch und Gerd Aufmkolk mit ihren jeweiligen Büros (Büro Pesch & Partner Städtebau bzw. Landschaftsarchitekturbüro Werkgemeinschaft Freiraum).
Die tatsächliche Realisierung der Parkanlage wurde 2000 beschlossen, woraufhin erste vorbereitende Maßnahmen getroffen wurden. Im August 2004 waren sämtliche Baumaßnahmen abgeschlossen. Der Park wurde im September mit einem dreitägigen Bürgerfest der Öffentlichkeit übergeben. 
Für die Umsetzung der Pläne für den Südstadtpark wurden rund 5 Mio. Euro aus den Erschließungs- und Infrastrukturbeiträgen des städtebaulichen Vertrags abgeführt.

## Gelände
Der Park misst 200 mal 500 Meter. 3.5 ha davon sind als Wegfläche befestigt. Diese Wege umrahmen den Park und sind von Bäumen überstellt. An der Südseite gibt eine Skate-Anlage, eine Kletterwand sowie Spielplätze. An der Ost- und Westseite befinden sich jeweils ein künstlerisch gestalteter Platz mit Wasserspielen und Skulpturen.
Im Südstadtpark befinden sich unter anderem die Musikschule Fürth, die Willhelm-Löhe-Hochschule Fürth und die Grüne Halle.
Im Osten befindet sich der Tanzsportclub Rot-Gold-Casino Nürnberg.

## Auszeichnungen
2006 wurde die Stadt Fürth zusammen mit vier anderen Städten Landessieger im Wettbewerb „Stadt recyceln – Revitalisierung innerstädtischer Brachflächen“ des bayerischen Innenministeriums.
2005 fand der Südstadtpark eine lobende Erwähnung beim deutschen Landschaftsarchitekturpreis.